# دور نهایی (فیلم)
دور نهایی (به تامیلی: Irudhi Suttru) فیلمی محصول سال ۲۰۱۶ و به کارگردانی سودها کونگارا است. در این فیلم بازیگرانی همچون رانگاناتان مدهوان، ریتیکا سینگ، نثار، ذاکر حسین ایفای نقش کرده‌اند.